# Le Voleur qui vient dîner
 (avril 2018).
Pour plus de détails, voir Fiche technique et Distribution.
Le Voleur qui vient dîner (The Thief Who Came to Dinner) est un film américain réalisé par Bud Yorkin, sorti en 1973.

## Synopsis
Webster McGee, salarié de Control Data, est en burn-out. Il décide de démissionner et de se consacrer au crime. Il devient alors voleur de bijoux à Houston, dans le Texas. Il cambriole un riche homme d'affaires, Henderling. Outre une forte somme d'argent, il met la main sur des dossiers compromettants. McGee entreprend alors de faire chanter Henderling, non pour l'argent, mais pour acquérir un statut social qui lui permettra de trouver de nouvelles victimes (dans la haute société).
C'est alors qu'il fait la connaissance de Laura (Jacqueline Bisset), une employée de Henderling qui s'éprend de lui et l'aide à cambrioler des relations d'affaire de son patron. Mais le detective de Texas Mutual Insurance, Dave Reilly (Warren Oates), s'il éprouve de l'amitié pour Webster, démasque bientôt en lui le voleur de bijoux, et se trouve face à un dilemme cornélien.

## Fiche technique
- Titre français : Le Voleur qui vient dîner
- Titre original : The Thief Who Came to Dinner
- Réalisation : Bud Yorkin
- Scénario : Walter Hill, d'après une nouvelle de Terrence Lore Smith
- Musique : Henry Mancini
- Photographie : Philip H. Lathrop
- Montage : John C. Horger
- Production : Bud Yorkin et Norman Lear
- Sociétés de production : Bud Yorkin Productions
- Société de distribution : Warner Bros.
- Pays de production :  États-Unis
- Langue : Anglais
- Format : Couleur - Stéréo - 35 mm - 1.85:1
- Genre : comédie policière
- Durée : 101 min
- Date de sortie :
  - États-Unis : 1er mars 1973
  - France : 16 août 1973

## Distribution
- Ryan O'Neal (VF : Bernard Murat) : Webster McGee
- Jacqueline Bisset (VF : Perrette Pradier) : Laura Keaton
- Warren Oates (VF : Jacques Balutin) : Dave Reilly
- Jill Clayburgh (VF : Martine Messager) : Jackie
- Charles Cioffi (VF : Philippe Dumat) : Eugene Henderling
- Ned Beatty (VF : Albert Augier) : Deams
- Gregory Sierra (VF : Gérard Hernandez) : Hector dit « Dynamite »
- Austin Pendleton (VF : Jacques Ciron) : Zukovsky
- Michael Murphy (VF : Jacques Richard) : Ted
- John Hillerman (VF : Pierre Marteville) : Lasker
- Alan Oppenheimer : l'assureur
- Margaret Fairchild (VF : Claire Maurier) : Mme Donner
- Jack Manning : Tom Preston
- Richard O'Brien : le sergent Del Conte
- George Morfogen (VF : Serge Sauvion) : Rivera

Mais aussi :
- Ollie Ree Alridge (VF : Jeanne Val) : la femme de chambre des Henderling (non créditée)
- J. Randall Bell (VF : Georges Riquier) : le conservateur du musée (non crédité)
- Glenn Enoch (VF : Thierry Bourdon) : Biff Henderling (non crédité)
- J.E. Hutcheson (VF : Pierre Garin) : un responsable du musée (non crédité)
- Warren Munson (VF : Pierre Garin) : Frank (non crédité)
- Jackie Riley (VF : Michel Derain) : un technicien dans la salle d'informatique (non crédité)
- Virlene Shaw (VF : Claire Guibert) : Virlene Henderling (non créditée)
- Stanley J. Skearton (VF : Jean Violette (acteur)) : un policier après l'accident (non crédité)